# Papyrus Oxyrhynchus 1224
Papyrus Oxyrhynchus 1224, auch Papyrus Oxyrhynchus X 1224, (P.Oxy X 1224) ist ein stark zerstörtes Papyrusfragment eines unbekannten Evangeliums. Es ist eines von den Oxyrhynchus Papyri, ausgegraben bei der ägyptischen Stadt Oxyrhynchus. Die Fragmente befinden sich unter der Signatur Ms. Gr. Th. e 8 in der Bodleian Library, Oxford, England.
Das erste Fragment enthält die Seitenzahl 139, ist aber ansonsten so fragmentarisch, dass sich aus den wenigen erhaltenen Worten kein brauchbarer Text rekonstruieren lässt. Das zweite beidseitig und in zwei Spalten beschriebene Fragment im Format 6,3 × 13,1 cm trägt eine Seitenzahl 174, somit lassen sich die fragmentarischen Texte den Seiten 173 bis 176 zuordnen, jedoch bleibt die Abfolge unsicher. Es handelt sich eindeutig um die Reste eines größeren Kodex.
Der griechische Text wurde 1914 von Bernard Pyne Grenfell und Arthur Surridge Hunt zum ersten Mal veröffentlicht zusammen mit einer englischen Übersetzung. Dazu gab es eine Abbildung der Fragmente. Der Text enthält mit ΙΗ für den Namen Jesus ein Nomen sacrum. Grenfell und Hunt datierten das Fragment anhand paläographischer Merkmale auf das vierte Jahrhundert, tendieren jedoch eher zum Anfang des Jahrhunderts und halten auch das dritte Jahrhundert zur Datierung der Handschrift nicht für ausgeschlossen.
Die Rekonstruktion des Textes von Wessely hat eine gewisse Anerkennung erfahren und die meisten Übersetzungen basieren auf dieser Rekonstruktion. Es handelt sich um einen Evangelientext, der gewisse Ähnlichkeiten mit synoptischen Stoffen hat, jedoch ist es bisher nicht gelungen den Text einem bestimmten Werk zuzuordnen oder den Text selber näher im Charakter zu bestimmen. Somit bleibt es der Text eines unbekannten Evangeliums.
Einige Forscher meinen in Fragment 2r col 1,4 f eines der versprengten, außerhalb der kanonischen Evangelien überlieferten Jesusworte erkennen zu können. Es lautet übersetzt: [wer heute] fern steht, wird [euch] morgen [nahe] sein.